# Waldemar Ksienzyk
Waldemar Ksienzyk (* 10. November 1963 in Zabrze, Polen) ist ein ehemaliger deutscher Fußballspieler. Er spielte in der DDR-Oberliga für den 1. FC Union Berlin und den Berliner FC Dynamo. Mit dem BFC wurde er viermal DDR-Meister und zweimal Pokalsieger. In der Bundesliga spielte er für den FC Schalke 04. Mit der DDR-Nationalmannschaft bestritt er ein Länderspiel.

## Sportliche Laufbahn

### Gemeinschafts-, Club- und Vereinsstationen
Ksienzyk, der als Kind mit seinen Eltern aus der polnischen Woiwodschaft Schlesien in die DDR gekommen war, wuchs in Ost-Berlin auf. Dort begann er 1973 im Alter von neun Jahren bei der BSG EAB 47 Lichtenberg organisiert Fußball zu spielen. 1976 wurde er als Jugendspieler zum 1. FC Union Berlin delegiert.
Nachdem er zuletzt mit der 2. Mannschaft in der drittklassigen Bezirksliga Berlin gespielt hatte, wurde der 1,75 Meter große Ksienzyk zur Saison 1981/82 für das Aufgebot der 1. Männermannschaft nominiert, die zu dieser Zeit in der zweitklassigen DDR-Liga spielte. Am 3. Oktober 1981 kam er dort im Punktspiel gegen seinen frühere Gemeinschaft, die BSG EAB Lichtenberg 47, zum ersten Einsatz für die 1. Mannschaft des 1. FC Union, der mit einem 6:0-Sieg der Köpenicker endete. Am Ende der Saison hatte Union den Aufstieg in die DDR-Oberliga erreicht, an dem Ksienzyk mit 13 Punkt- und allen acht Aufstiegsrundenspielen beteiligt war. In seiner ersten Oberligasaison 1982/83 erkämpfte sich Ksienzyk als rechter Verteidiger mit 23 von 26 Punktspielen einen Stammplatz in der Mannschaft. Mit der gleichen Anzahl von Punktspielen konnte er sich auch in der folgenden Spielzeit behaupten, seine Mannschaft stieg jedoch am Saisonende 1983/84 wieder aus der Oberliga ab. In zwei Entscheidungsspielen scheiterten die Berliner an der BSG Chemie Leipzig im Kampf der beiden punktgleichen Teams um den Klassenverbleib.
Nach dem Abstieg wechselte Ksienzyk, der sich als Nachwuchsnationalspieler auch Hoffnungen auf die A-Nationalmannschaft machte, nach 46 Erstligapartien für die Eisernen zum Lokalrivalen und DDR-Meister der vergangenen sechs Jahre, dem Spitzenklub BFC Dynamo. Zuvor hatte er bei einer Berliner Spedition seine Lehre zum Fahrzeugschlosser abgeschlossen. Beim BFC, dem Serienmeister der DDR-Oberliga übernahm er vom zurückgetretenen Michael Noack seine Stammposition auf der rechten Abwehrseite, die er bis 1991 als Stammspieler behaupten konnte und so insgesamt weitere 160 Oberligaspiele auf seinem Konto verzeichnen konnte. Während ihm in diesen 206 Matches im ostdeutschen Oberhaus ein Treffer gelang, ging der Defensivakteur in 17 Europapokalspielen, alle für die Weinroten, leer aus.
Beim BFC bzw. FC Berlin, wie sich der Klub nach der politischen Wende von 1989 nannte, spielte Ksienzyk bis zum Ende der Saison 1990/91. Von 1985 bis 1988 war er an vier Meistertiteln sowie an den Pokalgewinnen von 1988 und 1989 beteiligt. Als sich der FC Berlin 1991 nicht für den bezahlten Fußball qualifizieren konnte, wechselte Ksienzyk in die 2. Bundesliga zum West-Berliner Klub Blau-Weiß 90 Berlin, wo er zwischen dem 18. und 32. Spieltag weiterhin als Verteidiger 15 Punktspiele absolvierte. Als der Verein 1992 Konkurs anmelden musste, schloss sich Ksienzyk dem Zweitligisten Wuppertaler SV an, wo er innerhalb von zwei Jahren 83 Punktspiele bestritt. Im Sommer 1994 erhielt er ein Angebot vom Bundesligisten FC Schalke 04 und wechselte zur Saison 1994/95 in die Bundesliga. Dort kam er jedoch nicht über den Status eines Ersatzspielers hinaus und spielte nur in sechs Punktspielen über die vollen 90 Minuten, meist auf für ihn ungewohnten Positionen im Mittelfeld und im Angriff. Nachdem er 1994/95 noch auf 19 Einsätze gekommen war, spielte er 1995/96 nur sechs Mal in der Bundesliga und wurde im 1. Teil der Spielzeit 1996/97, in dem sich die Knappen auf den Weg zum UEFA-Pokalsieg machten, auch aufgrund einer Verletzung an der Achillessehne nicht mehr eingesetzt. Zum Jahreswechsel 1996/97 und nach 25 Erstligaspielen auf Schalke kehrte der inzwischen 33-Jährige in die 2. Bundesliga zurück. Dort absolvierte er ab Januar 1997 für ein halbes Jahr beim SV Waldhof Mannheim noch 13 Punktspiele, oft als Einwechselspieler. Seine Karriere, in der nach dem Mannheim-Aufenthalt insgesamt 111 Spiele mit sechs Treffern in der 2. Bundesliga zu verzeichnen waren, ließ er schließlich beim SV Babelsberg 03 in der Regionalliga ausklingen, bevor er im Jahr 1999 nach einem Kreuzbandriss endgültig aufgeben musste.

### Auswahleinsätze
Als Juniorenspieler wurde Ksienzyk Anfang der 1980er-Jahre in den Kader der DDR-Juniorennationalmannschaft aufgenommen und bestritt am 1. August 1981 als rechter Verteidiger beim 1:2 gegen die Sowjetunion sein erstes U-18-Länderspiel während der Jugendwettkämpfen der Freundschaft in der ČSSR. Insgesamt wurde er bis März 1982 in elf Juniorenländerspielen eingesetzt. Zwischen 1983 und 1985 absolvierte der BFC-Akteur zehn Begegnungen für die DDR-Nachwuchsauswahl.
Mitte der 1980er-Jahre gehörte Ksienzyk zum Aufgebot der Olympiaauswahl, mit der er 1986 und 1987 am Nehru Cup in Indien teilnahm. Von den 13 insgesamt für die Olympiaelf absolvierten Partien war jedoch auf dem letztlich von der DDR verpassten Weg nach Seoul nur ein Qualifikationsspiel am 6. Dezember 1986 als Einwechselspieler gegen die Amateure der Niederlande (1:0) dabei. Knapp ein Jahr später, am 23. September 1987, kam er zu seinem erhofften Debüt in der A-Nationalmannschaft. Trainer Stange testete ihn im Länderspiel DDR gegen Tunesien beim 2:0-Erfolg in Gera auf seiner Stammposition als rechter Verteidiger. Es blieb jedoch bei diesem einen Versuch, da sich Ksienzyk gegen Ronald Kreer und Detlef Schößler nicht durchsetzen konnte.

## Weiterer Werdegang
Noch als Fußballspieler hatte Ksienzyk die A-Lizenz als Fußballtrainer erworben, trat aber als solcher nicht im höherklassigen Fußball in Erscheinung. Er ließ sich in Seeburg nahe bei Berlin nieder, übernahm im dortigen Sportzentrum Havellandhalle den Posten des Organisationsleiters und Kundenbetreuers und engagierte sich im Gemeinderat.